# Eikenburger
Az eikenburger egy holland eredetű törpe tyúkfajta.

## Fajtatörténet
A fajtát az 1970-es években keresztezték ki sebrightekből.

## Fajtabélyegek, színváltozatok
Fajtabélyegei tulajdonképpen csaknem teljesen megegyeznek a sebright küllemi jegyeivel. 
Színváltozatok: fekete.

## Tulajdonságok
Sebright tulajdonságaihoz hasonló; rózsástarajtípus. 
| Általános tulajdonságok: | Általános tulajdonságok: |
| ------------------------ | ------------------------ |
| Súlya                    | kakas 650 g, tojó 550 g  |
| Gyűrűmérete              | kakas 12, tojó 11        |
| Tenyésztojás tömege      | 30 g                     |
| Tojáshéj színe           | sárga                    |
| Éves tojáshozama         | 100 db                   |